# Equació de Henderson-Hasselbalch
L'equació de Henderson-Hasselbalch (freqüentment mal anomenada de Henderson-Hasselbach) en química relaciona el pH amb el pKa, la constant de dissociació de l'àcid. L'equació també és útil per calcular el pH d'una dissolució amortidora i trobar el pH d'equilibri en una reacció àcid-base.
Dues formes equivalents de l'equació són:
{\displaystyle \mathrm {pH} =\mathrm {p} K_{\rm {a}}+\log _{10}{\frac {\mathrm {[A^{-}]} }{\mathrm {[HA]} }},\qquad \mathrm {pH} =\mathrm {p} K_{\rm {a}}+\log _{10}{\frac {\mathrm {[base]} }{\mathrm {[{\grave {a}}cid]} }}},
on {\displaystyle \mathrm {p} K_{\rm {a}}=-\log K_{\rm {a}}} i {\displaystyle K_{\rm {a}}} és la constant de dissociació de l'àcid, que és:
{\displaystyle \mathrm {p} K_{\rm {a}}=-\log _{10}(K_{\rm {a}})=-\log _{10}{\frac {[{\mbox{H}}_{3}{\mbox{O}}^{+}][{\mbox{A}}^{-}]}{[{\mbox{HA}}]}}} per la reacció: {\displaystyle {\ce {HA + H2O <=> A^- + H3O^+}}}
En aquestes equacions, {\displaystyle {\mbox{A}}^{-}} equival a la forma iònica de l'àcid. Els noms entre claudàtors com {\displaystyle {\rm {[base]}}} and {\displaystyle {\rm {[{\grave {a}}cid]}}} es refereixen a les seves concentracions molars (M).